# Richard Pockrich (inventor)
Richard Pockrich, Poekrich (c.1695 - 1759), o Puckeridge, fue un músico irlandés, y fue el inventor del arpa de cristal (también conocido como el "órgano angélico") en 1741.

## Vida
Nació en la finca familiar Derrylusk en Aghnamallagh, Condado Monaghan, Irlanda. Su padre, también llamado Richard Pockrich (MP) Richard... (c.1666-1719), fue el miembro del Parlamento de Monaghan y había comandado tropas en las batallas Williamite. La descendencia paterna era de una familia inglesa de Surrey. Algunos avisos indican que Poekrich era el nombre de la familia, y esta era la ortografía que daba a sus obras. Se informa de que tenía 25 años cuando su padre murió (1720?), así que el año probable de nacimiento se ha fijado en 1695. Poekrich recibió una importante herencia, valorada en una cifra entre £1.000 (Newburgh) y £4.000 (Pilkington).
Las variaciones de su nombre incluyen Puckeridge o Pokeridge, o se le llama "Capitán Poekrich" en los avisos contemporáneos. Sus aventuras infructuosas incluyeron una cervecería en Dublín, cerca de Islandbridge, el relato de su declive se entrelaza con el de su mayor éxito, sus gafas musicales. Cuando los alguaciles vinieron a arrestar a Poekrich por sus deudas, él los embelesó con una actuación improvisada en su "órgano angelical"; su posterior perdón se da como el primer ejemplo de una creencia en el efecto psicológico del instrumento, adoptado más tarde por Mesmer.
Otra propuesta fue criar gansos en terrenos estériles de sus compras en Condado de Wicklow. Otros planes incluían un observatorio para seguir su interés en la astrología. Su imaginación se extendió a una orquesta de tambores de varios tamaños, arreglados para ser tocados por una persona.
Su participación política incluyó el cabildeo en el Parlamento de Irlanda para la plantación de viñedos por el drenaje de los pantanos irlandeses. También propuso el desarrollo de barcos con casco de metal, unos 100 años antes de su eventual introducción, llevando bote salvavidas (a bordo)s de hojalata. A pesar de su gran plataforma electoral, no ganó cuando se presentó al Parlamento (dos veces, en 1745 en Monaghan y en 1749 en Dublín).
Entusiasta de la transfusión de sangre, creía que la enfermedad podía curarse y prolongar la vida mediante el uso de donantes sanos. Una descripción del procedimiento propone el uso de sirvientes u otros especímenes físicamente activos. Anticipándose a los problemas de inmortalidad que podrían surgir, Pockrich propuso que se promulgara una ley por la que se decrete que "todo aquel que alcance la edad de 999 años será considerado ... muerto en combate".
Numerosas otras propuestas fueron emitidas por el visionario, entre ellas un plan para unir el Río Liffey y el Río Shannon por una serie de canales. Las descripciones de sus esquemas pueden ser vistas como exageración o distorsión por sus dudosas autoridades, pero los registros de los anuncios colocados por Poekrich apoyan el número de propuestas no realizadas.
También falló en su solicitud para convertirse en Maestro de los Coristas de la Catedral de San Patricio, Armagh (Iglesia de Irlanda)|Catedral de Armagh]]. Soltero hasta los 50 años, Margaret White se convirtió en su esposa en 1745. Ella navegó desde Inglaterra con el actor Theophilus Cibber, aparentemente fugándose y huyendo de las deudas, y murió en un naufragio en la costa escocesa en 1758.
Recorrió Inglaterra con sus gafas musicales desde aproximadamente 1756; mientras permanecía en Londres en 1759, murió en un incendio.

## Trabajos
Pockrich eventualmente encontró el éxito con sus interpretaciones de sus gafas musicales de arpa de vidrio y se le atribuye su invención en 1741; nombró al instrumento como un "órgano angelical". Sus decrépitas salas se dedicaron al desarrollo de su diseño y a la ejecución del mismo. Su primer método de tocar, usando palos de madera, es comparable a un instrumento similar, el "glassspiel" o "verrillón", diseñado unos años antes sobre principios conocidos.
Sus actuaciones "virtuosas", acompañadas por un cantante, recibieron buena acogida, y se informó de que era un acto popular. Realizó giras por Inglaterra e Irlanda. Su repertorio incluía obras de Handel. La técnica que usaba consistía en acariciar el vaso con palos, pero Franklin dijo que más tarde cambió al método de "mojar el dedo alrededor del vaso".
Una actuación popular fue "Tell me, lovely Shepherd", cantada por una tal Srta. Young. Publicó una colección de poesía, sus Obras misceláneas aparecieron en 1750.
El instrumento fue adoptado por Gluck, que lo presentó el 23 de abril de 1746 como "un concierto de 26 vasos de bebida afinados con agua de manantial", y las actuaciones fueron populares durante medio siglo. Sus alumnos continuaron después de la muerte del creador, una actuación en 1760 de una Anne Ford es mencionada en un corto plazo por Flood. Forde escribió un manual de instrucciones y realizó una gira por Europa e Inglaterra.
Pilkington dio una descripción de Pockrich construyendo un instrumento, simulando un dulcimer, durante una reunión en su casa; martillando alfileres y alambre sobre la mesa, el visitante puso su cabeza para escuchar su petición de Black Joke.

## Legado
Poekrich es mejor recordado por la popularización de las gafas musicales, a través de su promoción e influencia, que descubrió en los últimos años de su vida. Las descripciones de su carácter - como proponente de esquemas "salvajes" - van desde puntos de vista simpáticos como "quijotesco" hasta los de un "sinvergüenza emprendedor".
Las primeras notas biográficas comenzaron con David O'Donoghue, una breve nota en su diccionario Poetas de Irlanda (1891-93), y la mayor parte del aviso del mismo autor fue en el Diccionario de Biografía Nacional, 1900, siendo estas las dos primeras referencias sobre el inventor y sus obras.
O'Donoghue toma nota de las Memorias autobiográficas de John Carteret Pilkington y también se basa en la colección miscelánea Ensayos, poéticos, morales, etc., 1769, de Thomas Newburgh (c.1695 -1779), atribuyendo el material relevante a su padre Brockhill Newburgh escribiendo en 1743, y las fuentes tempranas o contemporáneas en la Encuesta filosófica de [[Thomas Campbell (escritor)|Thomas Campbell]; "National Music of Ireland" de Conran, la "Gentleman's Magazine" de 1759 y su propia obra de referencia, "Poets of Ireland". Campbell, en una nota en "A Philosophical Survey of the South of Ireland" (1776), al afirmar la eminencia de Poekrich en la música, declaró que las interpretaciones de su instrumento, aunque carecían de gran fuerza, producían el más dulce de los tonos.
El artículo apareció como el último en el volumen 15 del DNB, un quibble bibliográfico señala que 'Poekrich' es la ortografía correcta y debería haber sido incluido en el siguiente. La breve nota dada allí sugiere un detalle de su muerte,
" en 1759 en un incendio que estalló en su habitación en el Café Hamlin, en el callejón Sweeting, cerca de la Royal Exchange, en Londres." [emph. added]
O'Donoghue amplió su trabajo a un artículo más largo, publicado como "Un genio musical irlandés". Al igual que otros biógrafos tempranos, que repetían referencias en las pocas fuentes contemporáneas, las publicaciones de su tema fueron en gran parte ignoradas y dependían de puntos de vista cuestionables.
Pilkington, el hijo de Laetitia Pilkington, cantó durante el espectáculo de Pockrich y aparentemente tuvo intimidad durante su juventud, pero no da ninguna información posterior sobre él. Pilkington da una mención posterior al "Capitán Poekrich, el proyector de cristal" en sus memorias, admitiendo a regañadientes su valor como intérprete cuando su oyente lo reconoció y accedió a solicitar un concierto. No se recibió ninguna respuesta, debido a su desafortunado fallecimiento en esa época.
Brockhill Newburgh de Co. Cavan estaba relacionado con Pockrich, aparentemente haciéndolo objeto de un poema burlón, "El Proyector", un primer intento de lo que habría sido una obra de 24 volúmenes titulada "La Pockreiad". Las notas de esta obra inacabada detallan la burla del autor a las nociones de su sujeto, aunque hace una excepción a sus muy apreciadas gafas musicales; esto se convirtió en una fuente clave de información sobre la vida de Richard Pockrich.
El texto elegíaco de Newburgh:
 Lloradlo, pantanosos, con lágrimas descargad vuestras mareas.

Pockrich ya no tocará más sus pieles esponjosas;

Gansos, gansos, carcajadas, risas, risas de dolor,

No más sus cimas de la montaña sus rebaños pastorearán;

Silencio, mudo, vasos de armonía tardía-

Libres de sorpresa, duerman serenamente, muchachas.
Deje que los tambores, sin abrazar, en murmullos huecos digan

Cómo el que despertó sus truenos silenciosos cayó.
Que las tempestades hinchen el oleaje, no más su barco,

A salvo del naufragio, flotará en las olas;

Ya no, hijos de Nappy, su cerveza no será más...
O la cerveza marrón de nuez, que te anima a bajar los ánimos.
A sus propios castillos, construidos sublimes en el aire, 

Dejando sus gansos y pantanos y el cuidado de los vidrios, 

Con la sangre infundida, y, como un meteoro brillante,

En sus propios piñones, Pock ha alado su vuelo.

W.H. Grattan Flood]] afirmó la importancia y la influencia de Richard Pockrich en su "Historia de la Música Irlandesa", atribuyéndole el mérito de ser el inventor en 1741, y resumiendo su legado con una cita del "Vicario de Wakefield". (1761),
"... las damas de Londres no podían hablar de otra cosa que de imágenes, gusto, Shakespeare y las gafas musicales." "Benjamín Franklin mejoró el instrumento, y lo llamó la "Armónica"; y para ello escribieron Mozart, Hasse, Beethoven, Naumann, y otros maestros."
Un catálogo del Museo Británico anota el volumen 1 de un título, Obras misceláneas, 1755 en Dublín, atribuido a "Poekrich (Richard) esqr."